# Chiesa di Santa Maria Maddalena (Albisola Superiore)
La chiesa di Santa Maria Maddalena è un luogo di culto cattolico situato nella frazione di Ellera, in via della Maddalena, nel comune di Albisola Superiore in provincia di Savona. La località su cui insiste la chiesa è detta "dell'Eremita" (esiste un detto antico popolare inerente a un pozzo dell'Eremita che si trovava nei pressi) su una roccia che domina la valle del torrente Sansobbia.

## Storia e descrizione

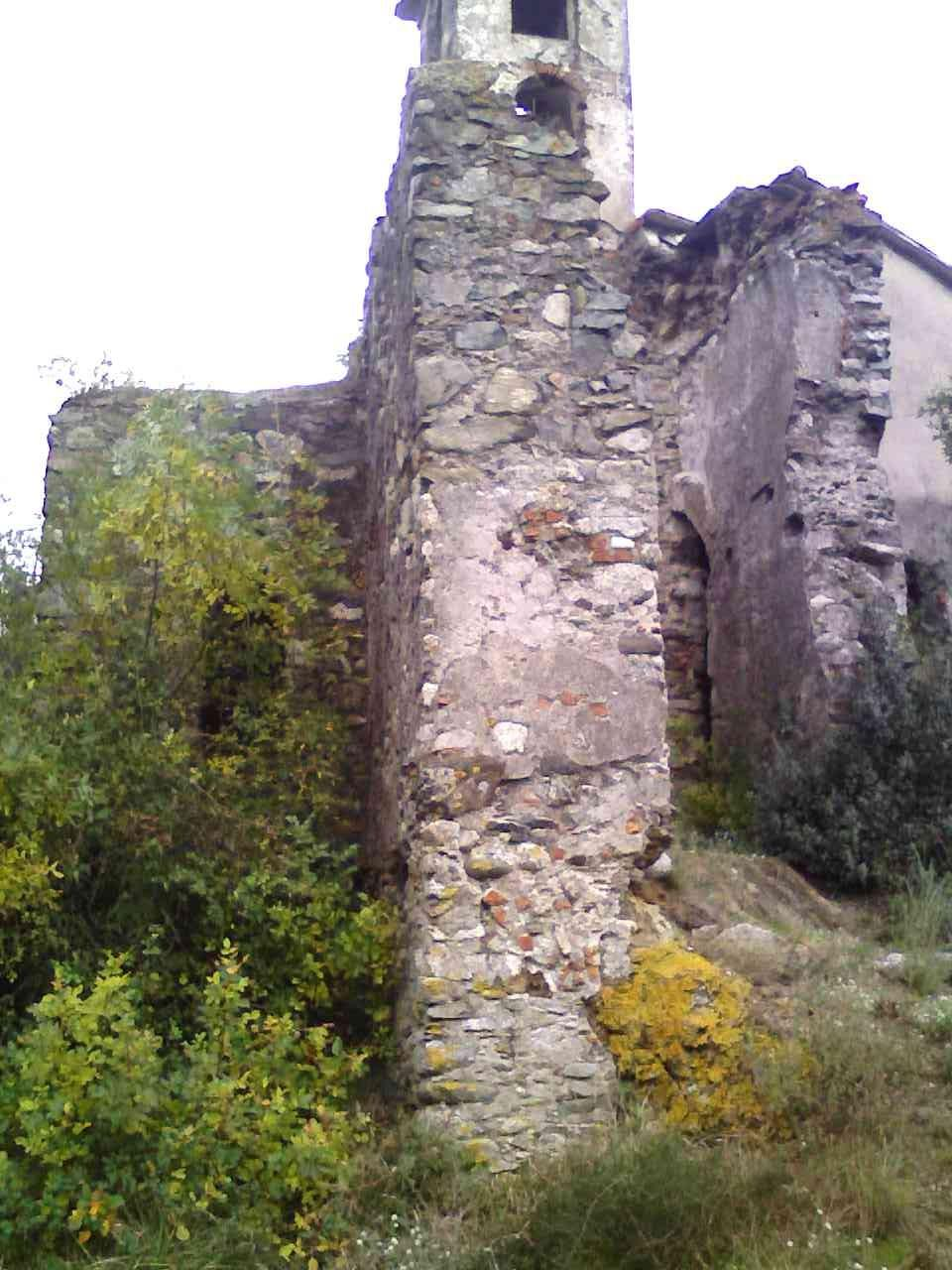
I muri perimetrali dell'impianto medievale della chiesa

L'attuale edificio religioso di santa Maria Maddalena, che risale al 1590, affianca una struttura più antica probabilmente fondata dai monaci dell'abbazia di San Salvatore di Giusvalla e documentata nel X secolo come possesso della nuova abbazia di San Quintino di Spigno Monferrato nell'alessandrino, fondata dopo la distruzione di Giusvalla.
La chiesa cinquecentesca, a navata unica con volta a botte e campanile con tegole in ceramica, fu ristrutturata nel 1965 e conserva al suo interno una statua in legno di Santa Maria Maddalena. 
Alcune fonti e studi datano la primitiva struttura alla seconda metà del X secolo, anche se la prima citazione di tale edificio è risalente ad un atto del 1179. Una leggenda vuole che la chiesa sia stata fondata da un eremita (da cui il nome della località) che si sarebbe stabilito in quel luogo importando per la prima volta nella valle la coltivazione dell'ulivo.
La chiesetta medievale conserva gran parte dei muri perimetrali ed è priva di copertura. Ha pianta a croce latina ed è di modestissime dimensioni. Nel piccolo catino absidale si ritrovano tracce di pitture rappresentanti un Cristo circondato da un cielo stellato.